# Milagros Menéndez
Milagros Menéndez, född den 23 mars 1997, är en argentinsk fotbollsspelare. Hon representerade Argentina under VM i Frankrike 2019 och gjorde under turneringen sitt första landslagsmål. Det skedde i 3-3 matchen mot Skottland.